# Ghiacciaio Loftus
Il ghiacciaio Loftus è un ghiacciaio vallivo lungo circa 7 km situato nella regione centro-occidentale della Dipendenza di Ross, in Antartide. Il ghiacciaio, il cui punto più alto si trova a circa 1500 m s.l.m., si trova in particolare nella zona orientale della dorsale Asgard, dove fluisce verso nord scorrendo in una valle tra il picco Ball, a est, e il picco Harris, a ovest, fino a unire il proprio flusso a quello del ghiacciaio Newall, poco a nord del monte Weyant.

## Storia
Il ghiacciaio Loftus è stato mappato dalla squadra occidentale della spedizione Terra Nova, condotta dal 1910 al 1913 e comandata dal capitano Robert Falcon Scott, ma è stato così battezzato solo nel 1964 dal Comitato consultivo dei nomi antartici in onore di Leo G. Loftus, un giornalista della marina militare statunitense, che ha prestato servizio presso la stazione McMurdo per cinque stagioni estiva, dal 1959 al 1964.